# Iron Harvest
Iron Harvest est un jeu vidéo de stratégie en temps réel de style dieselpunk, développé par King Art Games et édité par Deep Silver. Le jeu est sorti sur Microsoft Windows, PlayStation 4 et Xbox One le 1er septembre 2020.

## Présentation
Le jeu se déroule dans un univers d'histoire alternative en 1920 créé par l'artiste polonais Jakub Różalski qui a été popularisé par le jeu de société Scythe,,,. L'univers 1920+ est inspiré par la guerre polono-soviétique de 1919-1920, et le thème du jeu a été décrit comme un «mecha dieselpunk» . L'histoire est centrée sur le conflit entre trois nations d'Europe centrale et orientale, la Polanie, la Rusviet et la Saxe (respectivement sur la Pologne, l'Union soviétique et l'Allemagne) qui se produit dans les années 1920, au lendemain de la Première Guerre mondiale .

## Développement
Le jeu a été annoncé en 2016,. Le jeu a connu une phase de financement participatif réussie en 2018 qui a permis de collecter plus de 1,5 million de dollars,,,. À l'origine prévue pour 2018, la sortie du jeu a été reportée au quatrième trimestre de 2019. En 2019, le jeu a cependant été annoncé comme prévoyant une sortie en 2020. En mars 2020, une version bêta a été rendue disponible, et en juin, une version de démonstration du jeu a été publiée sur Steam. Le jeu est prévu pour une sortie publique le 1er septembre 2020.

## Système de jeu
Dans le jeu, le joueur peut contrôler les unités mecha, de l'infanterie et des héros. Le jeu devrait comporter plus de vingt missions et des scénarios séparés pour un seul joueur pour chacune des trois factions principales. Le jeu aura également un mode multijoueur et escarmouche.

## Contenu additionnel
En décembre 2020, King Art Games sort Rusviet Revolution, un DLC centré sur Rasputin et sa révolution. 
En mai 2021 sort Operation Eagle, le deuxième DLC du jeu. Il introduit les unités volantes ainsi que de nouvelles maps, de nouvelles unités et de nouveaux bâtiments. Ce contenu voit également l'arrivée de l'Usonia, une faction basée sur les États-Unis. A cette occasion, une campagne leur étant dédiée est ajoutée.

## Accueil
Passant en revue la version bêta de mars 2020, Colin Campbell de Polygon a fait l'éloge du jeu pour son "utilisation intelligente des unités, de la couverture et du terrain", comparant positivement le jeu à la franchise Company of Heroes. De même, le même mois, Seth Macy d'IGN a qualifié le jeu de "génial", louant en particulier "les détails donnés à la mécanique de l'effondrement du bâtiment en brique". Dans une autre première revue de PCGamesN, Ian Boudreau a félicité le jeu pour «rester proche de ses racines de conception de jeu», mettant également en évidence les visuels, et à la fois la destruction réaliste des bâtiments en bois. Toutes les critiques commentent également positivement les visuels liés au dieselpunk de Różalski des années 1920 et à l'imaginaire des paysages européens .

## Voir également
- Steampunk